# Hardy Bryan Croom
Hardy Bryan Croom (8 de octubre de 1797-9 de octubre de 1837) fue un botánico, y horticultor estadounidense. Obtuvo su doctorado Ph.D. en la Universidad de Carolina del Norte. También realizó estudios de geología, y de mineralogía.
Falleció al hundirse el buque que lo llevaba a su familia (esposa y tres de sus hijos) de Nueva York a Charleston, por mar bravío.

## Algunas publicaciones

### Libros
- hardy bryan Croom, h.f. Loomis. 1833. Catalogue of plants, observed in the neighbourhood of New Bern, Nº 3.
- 1837. A catalogue of plants, native or naturalized, in the vicinity of New Bern, North Carolina: with remarks and synonyms. 52 pp.en línea; 2ª ed. en 2007, y 3ª ed. en 2009, de 64 pp.
- john Torrey, hardy bryan Croom, Asa Gray. 1837. An account of several new genera and species of North American plants. Ed. Lyceum of Natural History of New York. 61 pp. Ed. de 2009 de 54 pp.
- hardy bryan Croom, alvan wentworth Chapman. 1885. Botanical communications. 28 pp.

## Honores
- miembro de la "Philosophical Society of SC"
- miembro correspondiente de la "Academy of Natural Sciences of Philadelphia"
- miembro del "New York Lyceum of Natural History"

### Epónimos
- (Stemonaceae) Croomia Torr.[2]

- La abreviatura «H.B.Croom» se emplea para indicar a Hardy Bryan Croom como autoridad en la descripción y clasificación científica de los vegetales.[3]